# حاملة الطائرات الألمانية غراف زبلن
حاملة الطائرات الألمانية غراف زبلن هي السفينة الرائدة في فئة مكونة من حاملتين تحملان نفس الاسم بأمر من كريسمارينه بألمانيا النازية. وكانت حاملة الطائرات الوحيدة التي أطلقتها ألمانيا وتمثل جزءا من محاولة كريغسمرينه لإنشاء أسطول متوازن عابر للمحيطات، قادر على إسقاط القوة البحرية الألمانية لما هو أبعد من الحدود الضيقة لبحر البلطيق وبحر الشمال. أكتمل على الحاملة 42 من الطائرات المقاتلة والقاذفات الانقضاضية.
بدأ بناء الحاملة في 28 ديسمبر 1936، عندما وضعت عارضتها في حوض بناء السفن دويتشه فيرك في كيل. تم تسمية السفينة على شرف جراففرديناند فون زيلين، وقد تم إطلاق السفينة في 8 ديسمبر 1938، واستكملت بنسبة 85٪ مع اندلاع الحرب العالمية الثانية في سبتمبر 1939. لم تكتمل جراف زبلن ولم تعمل قط بسبب تغيير أولويات البناء التي استلزمتها الحرب. بقيت في بحر البلطيق طوال فترة الحرب. مع هزيمة ألمانيا الوشيكة، قام طاقم الوصي على السفينة بإغراقها خارج شتشين في مارس 1945. رفعها الاتحاد السوفيتي السفينة في مارس 1946، وأغرقت في نهاية المطاف في اختبارات الأسلحة شمال بولندا بعد 17 شهرًا. تم اكتشاف الحطام بواسطة سفينة مسح بولندية في يوليو 2006.

## البناء والإلغاء

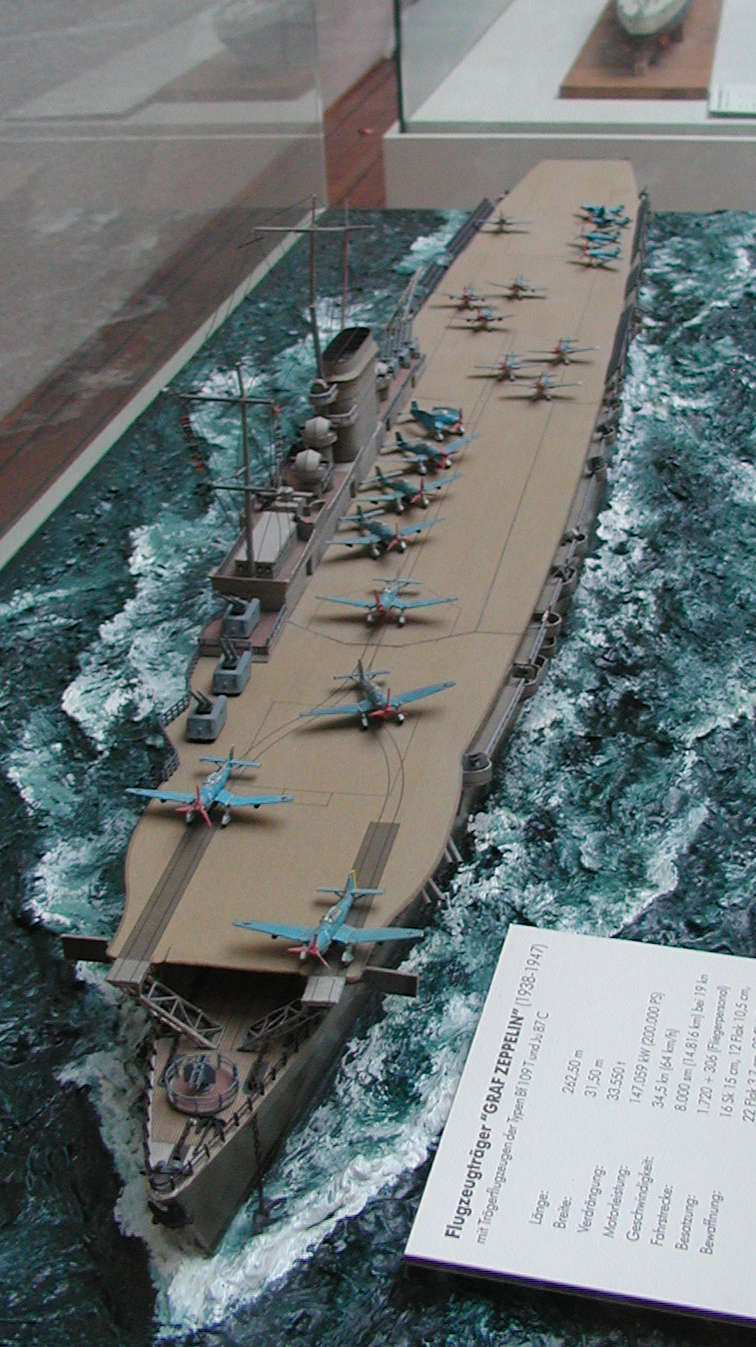
القوس لنموذج غراف زيبلين، في Aeronauticum.

### اكتشافها في عام 2006
كان الموقع الدقيق للحطام غير معروف لعقود. في 12 يوليو 2006، عثرت سفينة الأبحاث RV St. Barbara،التابعة لشركة النفط البولندية بتروبالتيك، 265 متر (869 قدم) حطام 55 كيلومتر (34 ميل) شمال Władysławowo، الذين اعتقدوا أنها من المرجح ان تكون غراف زيبلين. كان الحطام على عمق أكثر من 80 متر (260 قدم) تحت السطح. بعد أن تم العثور على الحطام، بدأت البحرية البولندية مسحًا مدته يومان للحطام لتأكيد هويته. باستخدام الروبوتات التي يتم التحكم فيها عن بعد تحت الماء، خلصوا إلى أنهم كانوا «متأكدين بنسبة 99٪» من جراف زيبلين.  

### اقتباسات
1. ↑  "'Nazi aircraft carrier' located". BBC News. 28 يوليو 2006. مؤرشف من الأصل في 2017-09-02.
2. ↑  Boyes، Roger (27 يوليو 2006). "Divers find Hitler's aircraft carrier". ذي تايمز. مؤرشف من الأصل في 2015-05-17. اطلع عليه بتاريخ 2013-06-02.